# Amtsgericht Amöneburg

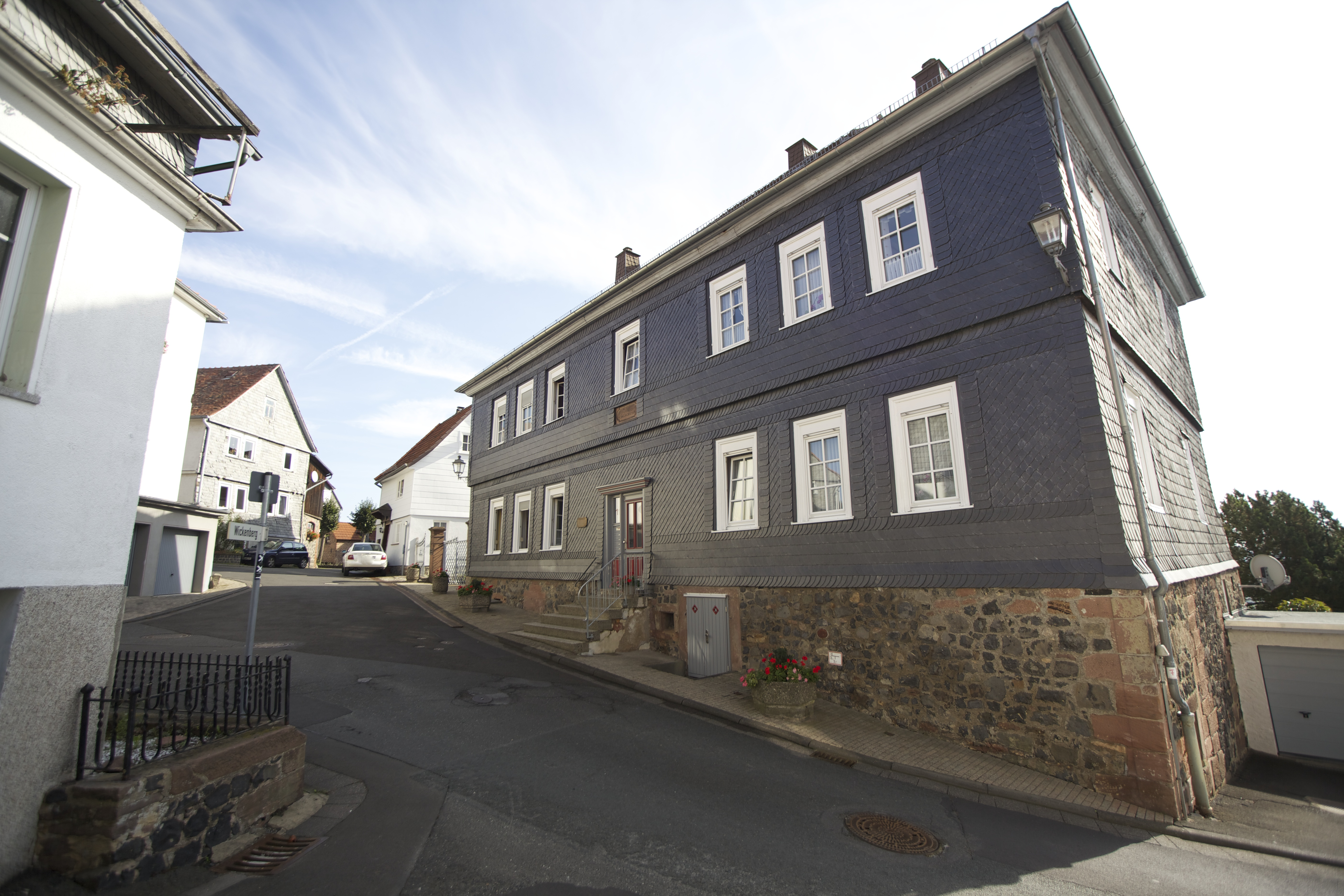
Untergasse 1 (heute: Brückertor 1), ehemaliges Amtsgerichtsgebäude

Das Amtsgericht Amöneburg war ein Amtsgericht mit Sitz in Amöneburg.

## Geschichte
Gemäß den Regelungen des Friedens von Lunéville wurde das kurmainzerische Amt Amöneburg am 11. September 1802 militärisch besetzt und Kurhessen angegliedert. Der Reichsdeputationshauptschluss bestätigte am 25. Februar 1803 die Annexion.
Die Rechtsprechung der ersten Instanz erfolgt nun im alten kurmainzerischen Amtshaus in der Untergasse 1 durch den kurhessischen Amtmann. Mit Edikt vom 29. Juni 1821 wurden in Kurhessen Verwaltung und Justiz getrennt. Nun waren Justizämter für die erstinstanzliche Rechtsprechung zuständig und im Amt Amöneburg wurde ein Assistenzamt des Justizamtes Kirchhain eingerichtet. Dieses erhielt das ganze Amtsgebäude zur Nutzung. 1831 wurde ein eigenständiges Justizamt Amöneburg geschaffen.
Nach dem Deutschen Krieg wurde Kurhessen von Preußen annektiert. Das Justizamt wurde 1867 aufgehoben und der Gerichtsbezirk dem Amtsgericht Kirchhain zugewiesen.
Nach Beschwerden der Stadt und der Zusage, die Kosten des Gerichtsgebäudes durch die Stadt zu tragen, wurde der Aufhebungsbeschluss revidiert und das Gericht ab dem 1. Januar 1868 als Amtsgericht Amöneburg weitergeführt. Es war nun dem Kreisgericht Marburg zugeordnet. Zum 1. Oktober 1932 wurde das Amtsgericht Amöneburg aufgehoben und sein Sprengel dem des Amtsgerichts Kirchhain zugeordnet.

## Instanzenzug
Dem Gericht war als zweitinstanzliches Gericht das Landgericht Marburg übergeordnet (das zunächst ab 1821 als Kurfürstliches Obergericht und ab 1867 als preußisches Kreisgerichtbenannt war).

## Das Gerichtsgebäude
Im Jahre 1729 wurde das zweistöckige Schieferbeschlagene Haus als Privathaus erbaut. Die Inschrift über der Haustür sibi suisque struxit in concordia et amore (deutsch: (für) sich und seine Familie, in Eintracht und Liebe gebaut) belegt die private Nutzung. Später wurde das Haus als kurmainzerisches und kurhessisches Amtshaus genutzt und diente 1821 bis 1832 als Gerichtsgebäude. Nach der Schließung des Gerichtes diente das Haus als Schulhaus und wird heute wieder als Privathaus genutzt. Es steht unter Denkmalschutz.

## Richter
Folgende Richter wirkten am Gericht:
- 1821–1831: Amtsassistent (Amtsassessor) Karl Buderus
- 1831–1835: Justizbeamter Ludwig Alefeld
- 1835–1839: Justizbeamter Justus Rang
- 1839–1851: Justizbeamter Friedrich Leopold Ludwig von Schutzbar gen. Milchling[1]
- 1851–1852: Justizbeamter Georg Beschor
- 1852–1867: Justizbeamter Heinrich Menz
- 1868–1875: Amtsrichter Hermann Siegmund Grau
- 1875–1876: Amtsrichter von Altenbockum
- 1876–1880: von Winkler
- 1880–1886: Amtsgerichtsrat Scheffer
- 1886–1896: Amtsrichter Schmersahl
- 1897–1907: Amtsrichter Rudolf Schultheis
- 1907–1914: Amtsrichter Georg von Klencke
- 1914–1925: Amtsrichter Friedrick Vock
- 1925–1931: Amtsrichterstelle war unbesetzt
- 1931–1932: Amtsrichter Rotberg